# هانس ماير (لاعب كرة قدم)
هانس ماير (بالألمانية: Hans Meyer)‏ (و. 1942  م) هو لاعب ومدرب كرة قدم، من ألمانيا، يلعب كمُدَافِع.

## روابط خارجية
- هانس ماير على موقع قاعدة بيانات كرة القدم.إي يو (الإنجليزية)
- هانس ماير على موقع عالم كرة القدم.نت (الإنجليزية)